# Président ? Vous avez dit président ?
Pour plus de détails, voir Fiche technique et Distribution.
Président ? Vous avez dit président ? ou Mes chers concitoyens au Québec (My Fellow Americans) est une comédie américaine réalisée par Peter Segal et sorti en 1996.
Deux ex-présidents des États-Unis, l'un Démocrate (incarné par James Garner), l'autre Républicain (joué par Jack Lemmon), anciens ennemis de campagne, doivent s'entraider pour déjouer un complot politique visant à déstabiliser la Maison-Blanche.

## Synopsis
L'ancien président Républicain Russell P. Kramer (Jack Lemmon) et l'ancien président Démocrate Matt Douglas (James Garner) ont passé les trente dernières années à se détester et se combattre sur l'échiquier politique américain. Le premier a remporté l'élection présidentielle, avant d'être battu par le second alors qu'il se représentait. Puis le second est battu 4 ans plus tard par l'ancien vice-président Républicain, et président actuel, William Haney (Dan Aykroyd).
Une affaire de pots-de-vin, impliquant le président actuel, risque alors de resurgir, et ce dernier tente de faire porter le chapeau aux deux ex-présidents. Contre toute attente, Kramer et Douglas doivent former un duo improbable pour contrer les plans de la Maison-Blanche.

## Fiche technique
- Titre français : Président ? Vous avez dit président ?
- Titre québécois : Mes chers concitoyens
- Titre original : My Fellow Americans
- Réalisation : Peter Segal
- Sociétés de production : Peters Entertainment, Storyline Entertainment
- Société de distribution : Warner Bros.
- Scénario : E. Jack Kaplan, Richard Chapman, Peter Tolan
- Direction artistique : Gae Buckley, Michael Rizzo
- Décors : James Bissell
- Costumes : Betsy Cox
- Directeur de la photographie : Julio Macat
- Décorateur de plateau : Gary Fettis
- Montage : William Kerr
- Musique : William Ross
- Producteur : Tracy Barone
- Budget : 22 000 000 US$
- Langue : anglais
- Genre : comédie
- Durée : 101 minutes
- Dates de sortie : 
  - États-Unis : 20 décembre 1996
  - France : 17 juin 1997 (directement en DVD)

## Distribution
- Jack Lemmon (VF : Serge Lhorca) : Le président Russell P. Kramer
- James Garner (VF : Georges Berthomieu) : Le président Matt Douglas
- Dan Aykroyd (VF : Richard Darbois) : Le président en exercice William Haney
- John Heard (VF : Bruno Carna) : Le vice-président en exercice Ted Matthews
- Wilford Brimley : Joe Hollis
- Lauren Bacall (VF : Paule Emanuele) : Margaret Kramer, l'épouse de Russell
- Sela Ward (VF : Françoise Cadol) : Kaye Griffin
- Everett McGill (VF : Gérard Rinaldi) : Colonel Paul Tanner
- Bradley Whitford (VF : Edgar Givry) : Carl Witnaur, le chef de cabinet de la Maison Blanche
- James Rebhorn (VF : Jean-Pierre Leroux) : Charlie Reynolds
- Edwin Newman (VF : William Sabatier) : Le journaliste TV
- Esther Rolle : Rita, la cuisinière de la Maison Blanche
- Conchata Ferrell : La routière obèse
- Jack Kehler : Wayne
- Connie Ray : Genny
- Tom Everett : L'agent de la NSA Wilkersona
- Jeff Yagher : Dorothy / Lieutenant Ralph Fleming
- Michael Peña : Ernesto